# Hans Schürff

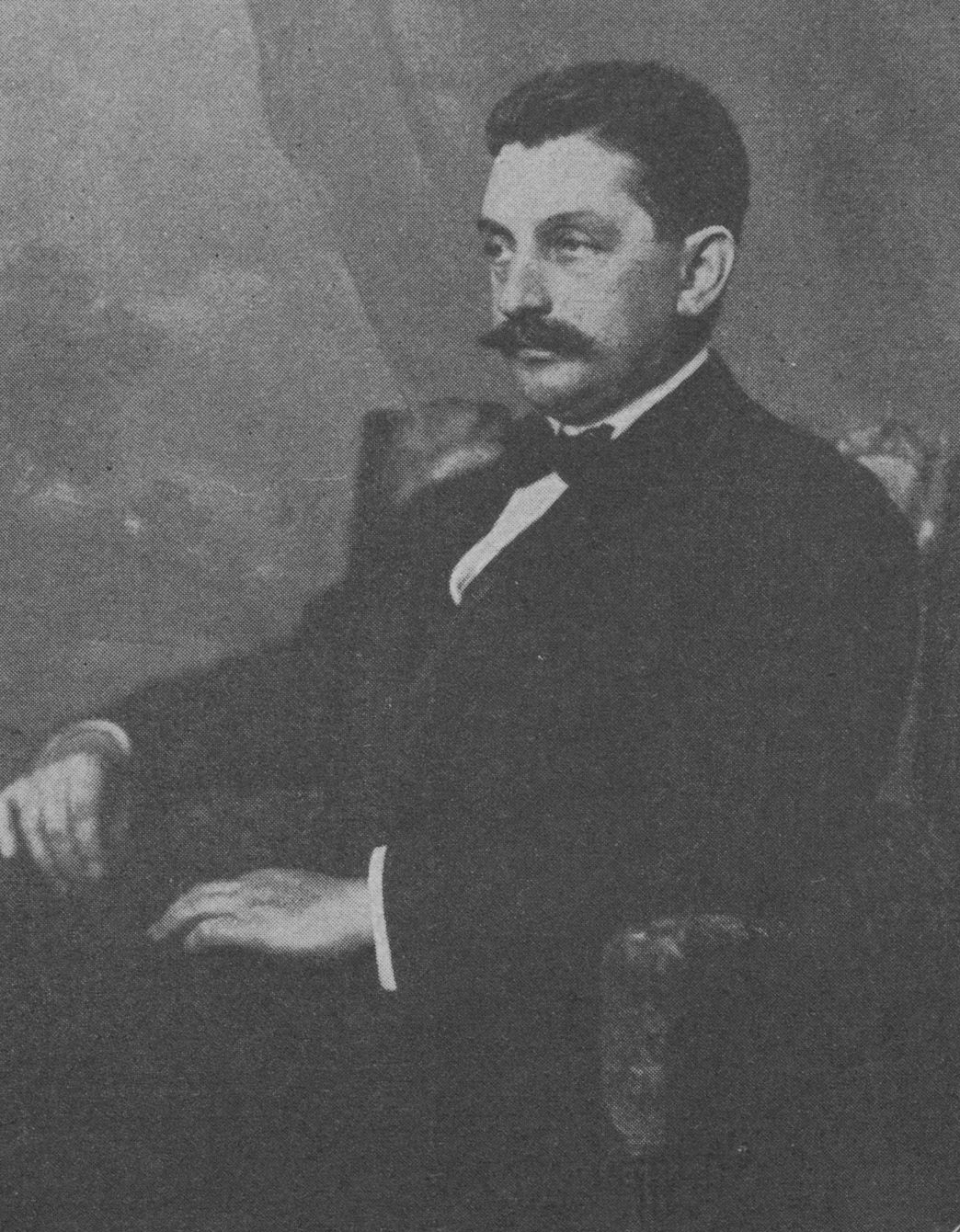
Hans Schürff, um 1925

Hans Schürff (* 12. Mai 1875 in Mödling; † 27. März 1939 in Wien) war ein österreichischer Politiker. 

## Leben

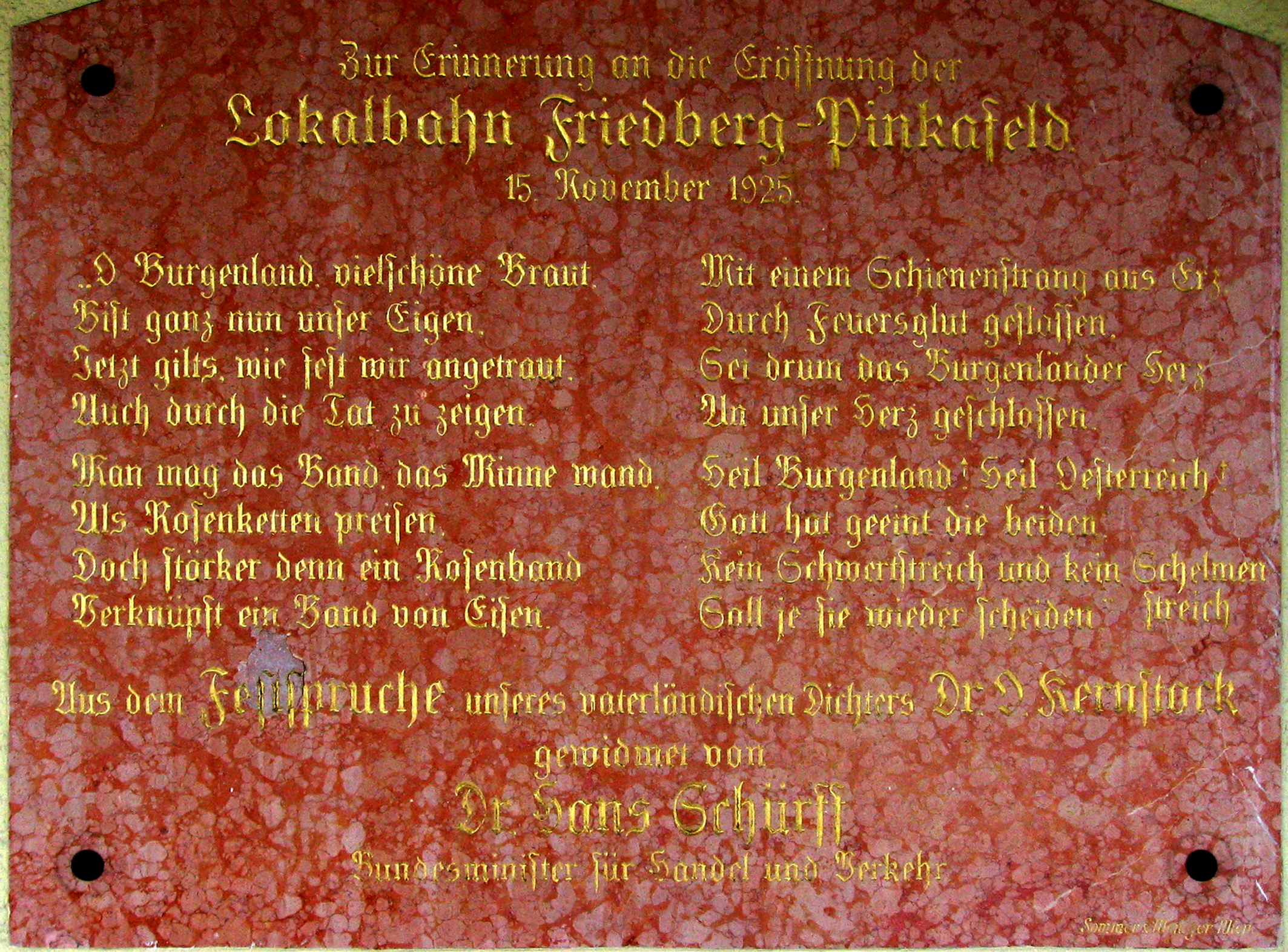
Von Schürff 1925 gestiftete Gedenktafel zur Eröffnung der Lokalbahn Friedberg–Pinkafeld mit von Ottokar Kernstock verfasstem Gedicht

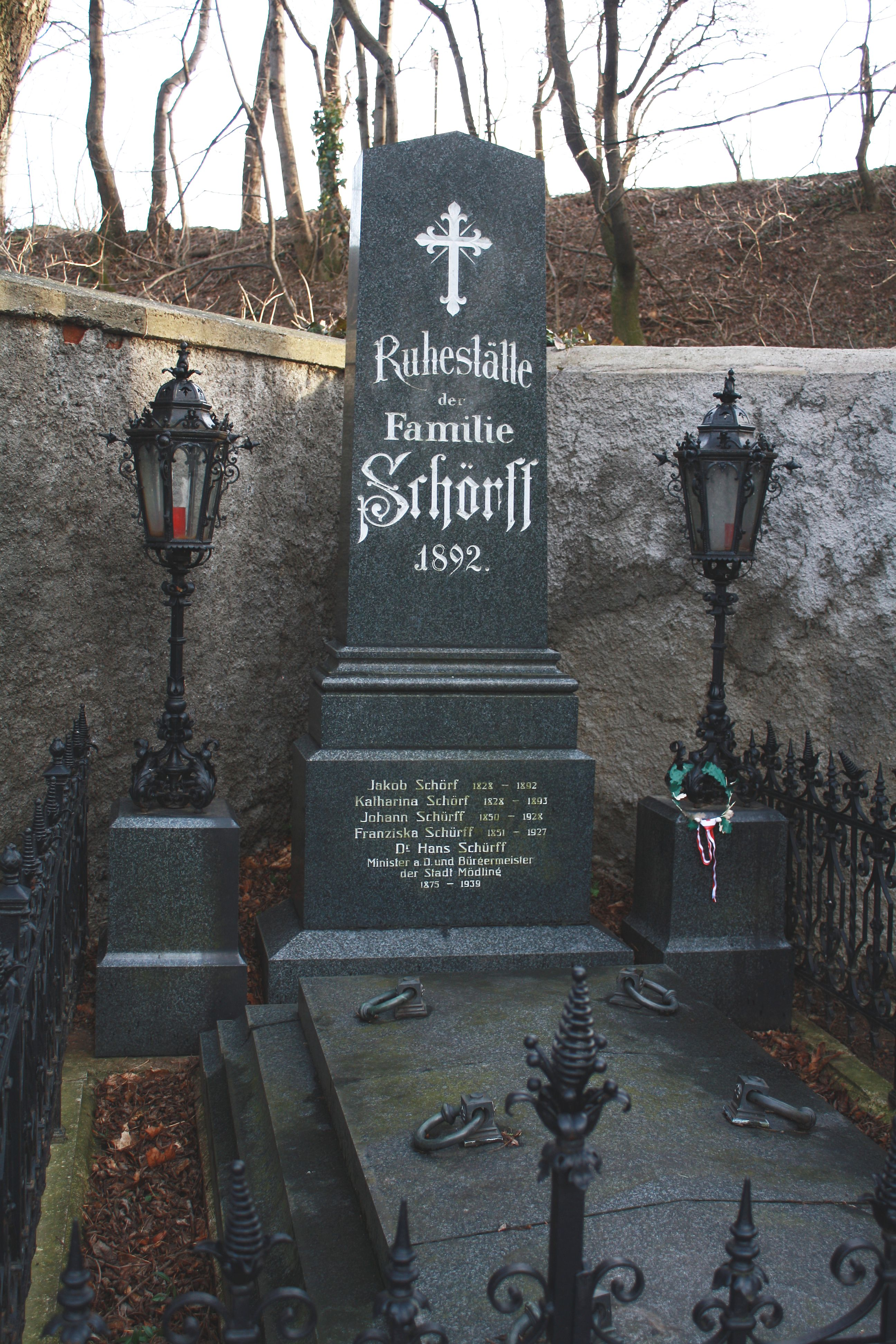
Familiengrab Schörff/Schörf/Schürff ab 1892 am Mödlinger Friedhof

Hans Schürff studierte nach dem Besuch der Mittelschule in Freistadt in Oberösterreich und der Handelsakademie an der Universität Wien die Rechtswissenschaften. Zudem arbeitete er als Spediteur und Prokurist im väterlichen Unternehmen.
Ab 1911 war er Abgeordneter im Reichsrat. Außerdem war er Obmannstellvertreter des Bundes der Deutschen in Niederösterreich.
Nach dem Ersten Weltkrieg war er von 1918 bis 1919 Mitglied der provisorischen Landesversammlung, Abgeordneter zum niederösterreichischen Landtag bis 1920 und in der konstituierenden Nationalversammlung von 1919 bis 1920.
Mit kurzer Unterbrechung war er von 1920 bis 1934 Abgeordneter der Großdeutschen Volkspartei (GdP) zum Österreichischen Nationalrat. 1930 bis 1931 war er Obmann der Großdeutschen Volkspartei. Bürgermeister in seiner Heimatstadt Mödling war er 1929/1930 und 1932.
Von 1923 bis 1929 war er außerdem Bundesminister für Handel und Verkehr sowie Justizminister in der Zeit von 1930 bis 1931.
!938 wurde er Präsident der Alfred Gerngroß AG, die nach der deutschen Annexion Österreichs von den NS-Behörden "arisiert" wurde.
Hans Schürff starb am 27. März 1939 in Wien. Bestattet wurde er im Familiengrab in Mödling.
Ihm zu Ehren wurde in Mödling die Dr.-Hans-Schürff-Gasse benannt.